# Zeit in Grönland

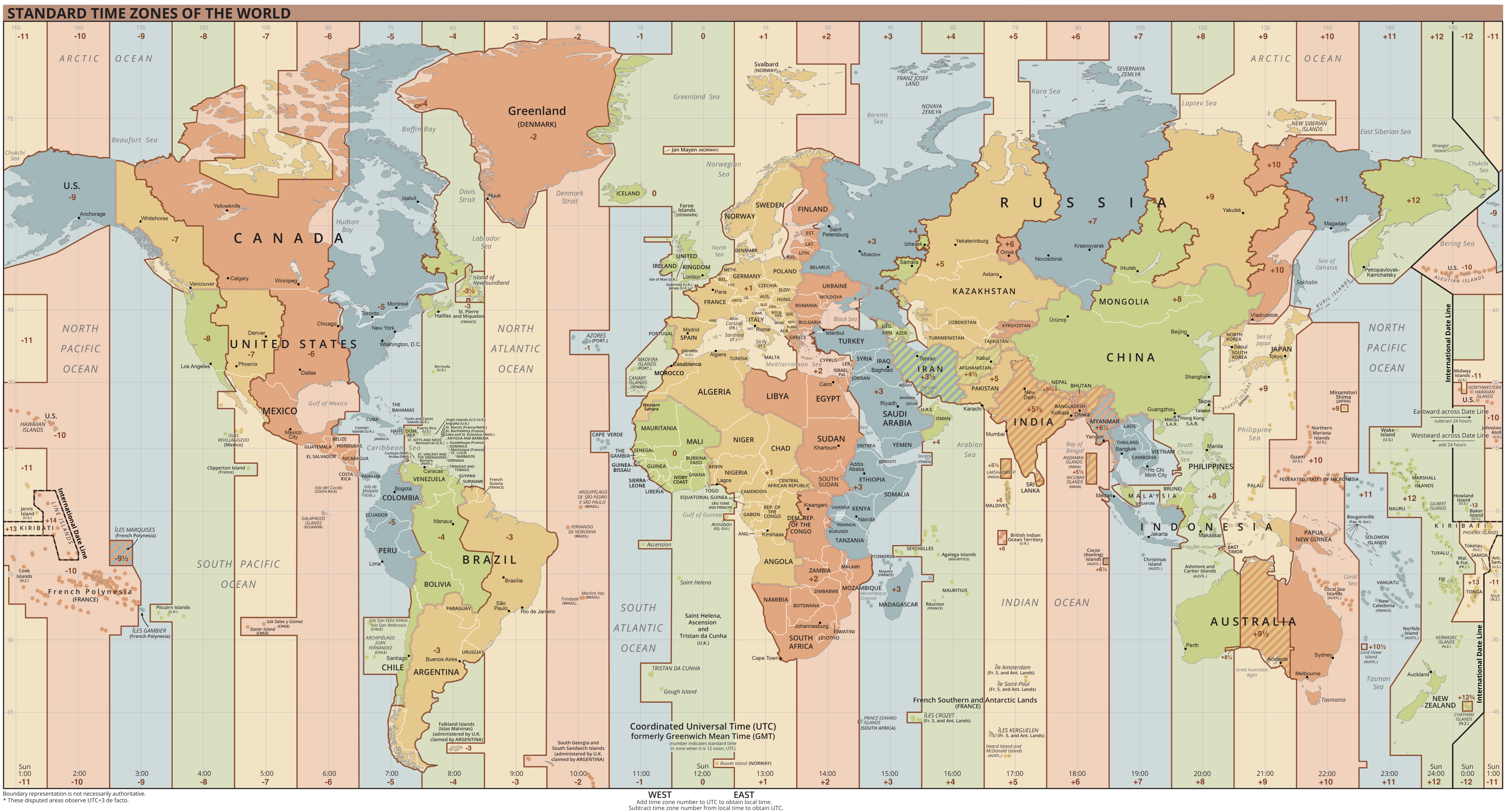
Übersicht über die Zeitzonen der Erde

Die Regelungen zur Zeit in Grönland wurden erst 2022 gesetzlich festgelegt. In Grönland wird größtenteils die Zeitzone UTC−2 verwendet, teilweise gelten auch die Zeitzonen UTC−4, UTC−1 und UTC±0.

## Zeitzonen
In Grönland gelten seit dem 25. März 2023 folgende Zeitzonen:
| Gebiet                   | Zeitzone | Sommerzeitzone |
| ------------------------ | -------- | -------------- |
| Pituffik                 | UTC−4    | keine Regelung |
| grönländische Normalzeit | UTC−2    | UTC−1          |
| Ittoqqortoormiit         | UTC−1    | UTC±0          |
| Danmarkshavn             | UTC±0    | keine Regelung |

## Geschichte

### Ursprung der grönländischen Zeitzonen
Die Ursprünge für die Festlegungen der grönländischen Zeitzonen sind nicht überliefert. Für Dänemark wurde die Zeit 1893 gesetzlich festgelegt und für die Färöer 1907. Da für Grönland kein solches Gesetz existiert, ist davon auszugehen, dass es sich um eine nicht überlieferte oder verschollene administrative Entscheidung handelte (für Grönland galten die dänischen Gesetze bis zur Abschaffung des Koloniestatus im Jahr 1953 nicht).

### Sommerzeitregelung
Mit dem Gesetz Nr. 14 vom 19. Oktober 1989 erhielt die grönländische Regierung das Recht, die Sommerzeit in Grönland selbst festzulegen, nachdem zuvor Sommerzeit wie in Dänemark galt. Anschließend wurde am 25. Januar 1990 die Sommerzeitregelung für die Jahre 1990 bis 1992 beschlossen. Vom 24. März 1990 22 Uhr bis zum 29. September 1990 23 Uhr wurde in Westgrönland die Sommerzeit angewendet, wofür die Uhren im Frühjahr eine Stunde vor- und im Herbst wieder eine Stunde zurückgestellt wurden. Für Ittoqqortoormiit wurden im selben Augenblick die Uhren umgestellt und damit um 0 bzw. 1 Uhr nachts. In Pituffik und Danmarkshavn galt keine Sommerzeit. Im Folgejahr galt die Regelung gleichermaßen vom 30. März bis zum 28. September 1991. Im Jahr darauf wurde vom 28. März bis zum 26. September Sommerzeit benutzt. Die Regelung wurde per Bekanntmachung am 17. März 1993 weitergeführt. Sommerzeit galt nun vom 27. März bis zum 25. September 1993. Am 11. März 1994 wurde die Sommerzeitregelung für das Jahr 1994 festgelegt. Sommerzeit wurde vom 26. März bis zum 24. September 1994 genutzt. Für die Folgejahre wurden keine Regierungsbekanntmachungen mehr verbreitet, während die Sommerzeitregelung weiterhin existierte. Die Bekanntmachung von 1994 wurde erst am 5. Oktober 2006 aufgehoben, als festgelegt wurde, dass die Sommerzeit in Westgrönland vom letzten Samstag im März 22 Uhr bis zum letzten Samstag im Oktober 23 Uhr gilt, für die übrigen Zeitzonen wie zuvor (zwei Stunden später in Ittoqqortoormiit, keine Sommerzeit in Pituffik und Danmarkshavn). Die Bekanntmachung wurde am 20. Oktober 2009 aus- und umformuliert und als einzige Änderung wurde festgelegt, dass für Pituffik und Danmarkshavn keine Sommerzeitregelungen festgelegt werden (anstatt festzulegen, dass keine Sommerzeit existiert).

### Gesetzliche Grundlage und Zeitzonenänderung
Durch die Einführung der Selbstverwaltung im Jahr 2009 erhielt Grönland das Recht, bestimmte Bereiche selbst verwalten zu können, sofern sie zuvor noch unter dänischer Gesetzgebung standen. Da die Zeitbestimmung kein explizit ausformulierter Bereich war, aber trotzdem unter dänischer Verantwortung stand, einigten sich die grönländische und die dänische Regierung am 11. Mai 2022 zur Übernahme des Verantwortungsbereichs unter grönländische Gesetzgebung. Am 25. November 2022 beschloss das Inatsisartut das Gesetz Nr. 31 zur Zeitbestimmung. Hierin wurde festgelegt, dass die grönländische Normalzeit der Zeitzone UTC−2 entspricht. Daneben können für einzelne Gebiete andere Zeitzonen festgelegt werden. Außerdem können auch weiterhin Regelungen zur Sommerzeit getroffen werden. Bereits mehrfach war in Grönland der Wunsch geäußert worden, die Sommerzeit abzuschaffen. Es ist geplant, die Sommerzeit abzuschaffen, sobald dies auch in der Europäischen Union durchgeführt wurde. Mit dem neuen Gesetz ändert sich zudem die Zeitzone in Grönland. Hierfür wurde am 25. März 2023 die Uhr wie bei der Einführung der Sommerzeit vorgestellt, wobei die Sommerzeitregelung für ein Jahr ausgesetzt wird, weswegen die Zurückstellung der Uhr im Herbst 2023 entfiel. Die Zeitzonen für Pituffik, Ittoqqortoormiit und Danmarkshavn wurden beibehalten. Das Ziel der Zeitzonenänderung waren vor allem wirtschaftliche Vorteile durch einen geringeren Zeitunterschied zwischen Grönland und Dänemark, der von vier auf drei Stunden vermindert wurde.